# Compagnia Tirrena di Assicurazioni
La Compagnia Tirrena di Assicurazioni è stata una compagnia assicuratrice italiana.

## Storia
La Tirrena venne fondata il 14 maggio 1945 da Antonio Amabile, il figlio Mario ed Ernesto Apuzzo e iniziò la sua attività nel febbraio 1946 nei Rami Rischio Impiego, Vita e Capitalizzazioni. Nel 1949 l’attività venne estesa ai Rami Danni. 
Sotto la direzione di Ernesto Apuzzo e Mario Amabile la compagnia creò un gruppo assicurativo che comprendeva anche il Lloyd Internazionale ex Lloyd Siciliano, la Società Italiana Di Assicurazioni  (già Società Mutua Marittima Viareggina) di Roma e l'Unione Euroamericana.
Dopo la morte di Apuzzo, nel 1962, la guida della compagnia fu presa da Mario Amabile, che portò la Tirrena a essere la tredicesima compagnia assicuratrice italiana, .
Dopo la morte di Mario Amabile, il 21 agosto 1987, la gestione passò al figlio Giovanni Amabile. Nel 1989 i premi incassati dalle quattro compagnie del Gruppo ammontavano a oltre 900 miliardi di Lire, di cui 63 miliardi nel Ramo Vita e il Gruppo contava su oltre 10.000 collaboratori tra interni ed esterni. A causa del deterioramento del mercato assicurativo la compagnia entrò in una crisi profonda: il Lloyd Internazionale fu venduto alla Milano Assicurazioni, nonostante ciò nel 1993 la Tirrena venne posta in liquidazione coatta amministrativa.
Il portafoglio polizze ed il personale della Tirrena, della SIDA e dell'Euroamericana, furono rilevati dalla compagnia statale INA e conferiti nella Nuova Tirrena Assicurazioni. Nel 1996 la Nuova Tirrena fu ceduta alla Toro Assicurazioni del gruppo FIAT.
Nel 2007 la Nuova Tirrena fu acquisita dal gruppo francese Groupama e nel 2009 è avvenuta la fusione che ha dato vita a Groupama Assicurazioni s.p.a., la filiale italiana del gruppo.